# وزیر ارشد پنجاب (پاکستان)
سروزیر  پنجاب ( اردو: وزیر اعلیٰ پنجاب   ) توسط مجمع استانی پنجاب انتخاب می شود و به عنوان رئیس دولت استانی در ایالت پنجاب پاکستان فعالیت می کند . سروزیر  کنونی سردار عثمان بوزدار است که پس از نامزدشدن توسط حزب تحریک انصاف پاکستان در انتخابات سروزیری پیروز شد.

## کلید
Unionist Party 
  مسلم لیگ پاکستان 
  حزب مردم پاکستان 
  Islami Jamhoori Ittehad
  Pakistan Muslim League (J)
  مسلم لیگ پاکستان (ن)
  Pakistan Muslim League (Q)
  تحریک انصاف پاکستان

## نخست وزیران پنجاب (1937-1947)

استان پنجاب پاکستان

| خیر | نام (حوزه)                              | تولد - مرگ                            | تصویر                                 | اداره شد       | دفتر چپ            | مدت، اصطلاح    | حزب   | حزب                       | انتخابات (مجلس) | تعیین شده توسط      |
| --- | --------------------------------------- | ------------------------------------- | ------------------------------------- | -------------- | ------------------ | -------------- | ----- | ------------------------- | --------------- | ------------------- |
| 1   | سیکندر حیات خان (west punjab, landlord) | 5 ژوئن 1892 - 26 دسامبر 1942          | </img>                                | 5 آوریل 1937   | 26 دسامبر 1942 [d] | ۵ سال، ۲۶۵ روز |       | حزب اتحادگرا              | 1937 (1)        | هربرت ویلیام امرسون |
| 2   | ملک خزار حیات تیوانا (khushab)          | 7 اوت 1900 - 20 ژانویه 1972           | </img>                                | 30 دسامبر 1942 | 5 فوریه 1946       | ۳ سال، ۳۷ روز  | - (1) | حزب اتحادگرا              | برتراند گلانسی  |                     |
| -   | قانون فرماندار ( برتراند گلنسی )        | قانون فرماندار ( برتراند گلنسی )      | قانون فرماندار ( برتراند گلنسی )      | 5 فوریه 1946   | 21 مارس 1946       | ۴۴ روز         |       | -                         | -               | ویسکوت ویول         |
| (2) | ملک خزار حیات تیوانا (khushab)          | 7 اوت 1900 - 20 ژانویه 1972           | </img>                                | 21 مارس 1946   | 2 مارس 1947 [RES]  | ۳۴۶ روز        |       | حزب اتحادگرا (INC و SAD ) | 1946 (2)        | برتراند گلانسی      |
| -   | قانون فرماندار ( ایوان مردیت جنکینز )   | قانون فرماندار ( ایوان مردیت جنکینز ) | قانون فرماندار ( ایوان مردیت جنکینز ) | 2 مارس 1947    | 15 اوت 1947 [pd]   | ۱۶۶ روز        |       | -                         | -               | ارل مانت باتن       |

## فهرست وزیران ارشد پنجاب (از سال ۱۹۴۷)
| N                                            | نام (ولادت–وفات)                                   | پرتره | حزب                        | حزب               | دوره صدارت       | دوره صدارت        | دوره صدارت     |
| -------------------------------------------- | -------------------------------------------------- | ----- | -------------------------- | ----------------- | ---------------- | ----------------- | -------------- |
| ۱                                            | نواب افتخار حسین خان ممدوت (1906–1969)             |       | Muslim League              |                   | 15 اوت ۱۹۴۷      | 25 ژانویه ۱۹۴۹    | ۱ سال، ۱۶۳ روز |
| حکومت فرماندار ۲۵ ژانویه ۱۹۴۹ - ۵ آوریل ۱۹۵۱ |                                                    |       |                            |                   |                  |                   |                |
| ۲                                            | ممتاز دولتانه (1916–1995)                          |       | Muslim League              |                   | 15 آوریل ۱۹۵۱    | 3 آوریل ۱۹۵۳      | ۱ سال، ۳۵۳ روز |
| ۳                                            | فیروز خان نون (1893–1970)                          |       | Muslim League              | 3 آوریل ۱۹۵۳      | 21 مه ۱۹۵۵       | ۲ سال، ۴۸ روز     |                |
| ۴                                            | Abdul Hamid Khan Dasti (1895–)                     |       | Muslim League              | 21 مه ۱۹۵۵        | 14 October ۱۹۵۵  | ۱۴۶ روز           |                |
| سمت برچیده شد (اکتبر ۱۴ ۱۹۵۵ - ژوئن 30 1970) |                                                    |       |                            |                   |                  |                   |                |
| حکومت نظامی ۱ ژوئیه ۱۹۷۰ - ۲ مه ۱۹۷۲         |                                                    |       |                            |                   |                  |                   |                |
| ۵                                            | ملک معراج خالد (1915–2003)                         |       | حزب مردم پاکستان           |                   | 2 مه ۱۹۷۲        | 12 November ۱۹۷۳  | ۱ سال، ۱۹۴ روز |
| ۶                                            | Ghulam Mustafa Khar (1937-)                        |       | حزب مردم پاکستان           | 12 November ۱۹۷۳  | 15 March ۱۹۷۴    | ۱۲۳ روز           |                |
| ۷                                            | حنیف رمی (1930–2006)                               |       | حزب مردم پاکستان           | 15 March ۱۹۷۴     | 15 July ۱۹۷۵     | ۱ سال، ۱۲۲ روز    |                |
| ۸                                            | Sadiq Hussain Qureshi (1927–2000)                  |       | حزب مردم پاکستان           | 15 July ۱۹۷۵      | 5 July ۱۹۷۷      | ۱ سال، ۳۵۵ روز    |                |
| حکومت نظامی ۵ ژوئیه ۱۹۷۷ - ۹ آوریل ۱۹۸۵      |                                                    |       |                            |                   |                  |                   |                |
| ۹                                            | نواز شریف (1949-)                                  |       | Islami Jamhoori Ittehad    |                   | 9 آوریل ۱۹۸۵     | 6 اوت ۱۹۹۰        | ۵ سال، ۱۱۹ روز |
| ۱۰                                           | Ghulam Haider Wyne (1940-)                         |       | Islami Jamhoori Ittehad    | 6 اوت ۱۹۹۰        | 25 آوریل ۱۹۹۳    | ۲ سال، ۲۶۲ روز    |                |
| ۱۱                                           | Mian Manzoor Ahmad Wattoo                          |       | Pakistan Muslim League (J) |                   | 25 آوریل ۱۹۹۳    | 18 July ۱۹۹۳      | ۸۴ روز         |
| ۱۲                                           | Sheikh Manzoor Ilahi                               | -     | -                          | -                 | 18 July ۱۹۹۳     | 20 October ۱۹۹۳   | ۹۴ روز         |
| (۱۱)                                         | Mian Manzoor Ahmad Wattoo                          |       | Pakistan Muslim League (J) |                   | 20 October ۱۹۹۳  | 13 September ۱۹۹۵ | ۱ سال، ۳۲۸ روز |
| ۱۳                                           | Sardar Muhammad Arif Nakai '                       | -     | Pakistan Muslim League (J) | 13 September ۱۹۹۵ | 3 November ۱۹۹۶  | ۱ سال، ۵۱ روز     |                |
| ۱۴                                           | Mian Muhammad Afzal Hayat                          | -     | Pakistan Muslim League (J) | 16 November ۱۹۹۶  | 20 February ۱۹۹۷ | ۹۶ روز            |                |
| ۱۵                                           | شهباز شریف (1951-)                                 |       | مسلم لیگ پاکستان (ن)       |                   | 20 February ۱۹۹۷ | 12 October ۱۹۹۹   | ۲ سال، ۲۳۴ روز |
|                                              | حکومت فرماندار 12 October 1999 to 23 November ۲۰۰۲ |       |                            |                   |                  |                   |                |
| ۱۶                                           | Chaudhry Pervaiz Elahi (1945-)                     |       | Pakistan Muslim League (Q) |                   | 29 November ۲۰۰۲ | 18 November ۲۰۰۷  | ۴ سال، ۳۵۴ روز |
| (۱۲)                                         | Sheikh Ejaz Nisar                                  | -     |                            | -                 | 18 November ۲۰۰۷ | 11 آوریل ۲۰۰۸     | ۱۴۵ روز        |
| ۱۷                                           | Dost Muhammad Khosa (1973-)                        |       | مسلم لیگ پاکستان (ن)       |                   | 11 آوریل ۲۰۰۸    | 8 June ۲۰۰۸       | ۵۸ روز         |
| (۱۵)                                         | شهباز شریف (1951-)                                 |       | مسلم لیگ پاکستان (ن)       | 8 June ۲۰۰۸       | 25 February ۲۰۰۹ | ۲۶۲ روز           |                |
|                                              | حکومت فرماندار ۲۵ فوریه ۲۰۰۹ - 30 March 2009       |       |                            |                   |                  |                   |                |
| (۱۵)                                         | شهباز شریف (1951-)                                 |       | مسلم لیگ پاکستان (ن)       |                   | 30 March ۲۰۰۹    | 26 March ۲۰۱۳     | ۳ سال، ۳۶۱ روز |
| ۱۸                                           | Najam Sethi                                        |       |                            | -                 | 26 March ۲۰۱۳    | 7 June ۲۰۱۳       | ۷۳ روز         |
| (۱۵)                                         | شهباز شریف (1951-)                                 |       | مسلم لیگ پاکستان (ن)       |                   | 7 June ۲۰۱۳      | 7 June ۲۰۱۸       | ۵ سال، ۰ روز   |
| ۱۹                                           | Hasan Askari Rizvi                                 | -     |                            | -                 | 8 June ۲۰۱۸      | ۱۹ اوت ۲۰۱۸       | ۷۳ روز         |
| ۲۰                                           | Sardar Usman Buzdar                                |       | تحریک انصاف پاکستان        |                   | ۲۰ اوت ۲۰۱۸      | متصدی             | ۶ سال، ۲۴۸ روز |